# Nosopsyllus pringlei
Nosopsyllus pringlei är en loppart som beskrevs av Hubbard 1956. Nosopsyllus pringlei ingår i släktet Nosopsyllus och familjen fågelloppor. Inga underarter finns listade i Catalogue of Life.